# Günther Csar
Günther Csar (ur. 7 marca 1966 w Zell am Ziller) – austriacki narciarz, specjalista kombinacji norweskiej, brązowy medalista olimpijski, złoty medalista mistrzostw świata oraz srebrny medalista mistrzostw świata juniorów.

## Kariera
Po raz pierwszy na arenie międzynarodowej Günther Csar pojawił się 17 grudnia 1983 roku w zawodach Pucharu Świata w Seefeld. Zajął wtedy 43. miejsce w konkursie rozgrywanym metodą Gundersena. Pierwsze pucharowe punkty wywalczył dopiero blisko 3 lata później, 13 grudnia 1986 roku w Canmore, gdzie był piąty w Gundersenie. W sezonie 1986/1987 punktował jeszcze dwukrotnie i w klasyfikacji generalnej zajął 22. miejsce. Mimo iż w zawodach Pucharu Świata startował do sezonu 1994/1995 to nigdy nie udało mu się stanąć na podium. Jego najlepszym wynikiem pozostało piąte miejsce w Canmore, osiągnięcie to wyrównał 18 stycznia 1992 roku w Murau. W klasyfikacji generalnej najlepiej wypadł w sezonie 1989/1990, który ukończył na dziewiątej pozycji.
Csar startował także w zawodach Pucharu Świata B (obecnie Puchar Kontynentalny), w którym osiągnął większe sukcesy. Dwukrotnie stawał na podium: 17 lutego 1994 roku w Szczyrku zwyciężył, a 5 stycznia 1995 roku w Oberhofie zajął drugie miejsce w Gundersenie. W klasyfikacji generalnej sezonu 1993/1994 był trzeci, za Norwegiem Glennem Skramem i Japończykiem Tsugiharu Ogiwarą. Rok później rywalizację w tym cyklu zakończył na dziewiątej pozycji.
Pierwsze trofeum w karierze zdobył podczas mistrzostw świata juniorów w Lake Placid w 1986 roku, gdzie indywidualnie wywalczył srebrny medal, ulegając tylko reprezentantowi ZSRR Andriejowi Dundukowowi. Dwa lata później wystartował na igrzyskach olimpijskich w Calgary. W zawodach drużynowych wspólnie z Hansjörgiem Aschenwaldem i Klausem Sulzenbacherem ukończył rywalizację na skoczni na drugiej pozycji. Dało to Austriakom 16 sekund straty do prowadzących reprezentantów RFN oraz dwie i pół minuty nad zajmującymi trzecie miejsce Norwegami. W biegu Austriacy nie tylko nie dogonili Niemców, ale zostali także wyprzedzeni przez Szwajcarów. Obronili jednak trzecią pozycję i zdobyli brązowe medale. W zawodach indywidualnych Csar spadł z 25. miejsca, które zajmował po skokach na 34. na mecie biegu. Medal przywiózł także z mistrzostw świata Val di Fiemme w 1991 roku. W sztafecie Austriacy w składzie Klaus Ofner, Sulzenbacher i Csar wygrali konkurs skoków i prowadzenia nie oddali już do końca. Indywidualnie jednak Günther zajął zaledwie 25. miejsce. W 1995 roku zakończył karierę.

## Osiągnięcia

### Igrzyska olimpijskie
| Miejsce | Dzień     | Rok  | Miejscowość | Konkurencja             | Wynik zwycięzcy | Strata      | Zwycięzca      |
| ------- | --------- | ---- | ----------- | ----------------------- | --------------- | ----------- | -------------- |
| 3.      | 24 lutego | 1988 | Calgary     | Sztafeta K-90/3 × 10 km | 1:20:46.0 h     | +30.9 s     | RFN            |
| 34.     | 28 lutego | 1988 | Calgary     | Gundersen K-90/15 km    | 38:16.8 min     | +5:58.7 min | Hippolyt Kempf |
| 32.     | 12 lutego | 1992 | Albertville | Gundersen K-90/15 km    | 44:28.1 min     | +7:00.6 min | Fabrice Guy    |

### Mistrzostwa świata
| Miejsce | Dzień       | Rok  | Miejscowość   | Konkurencja             | Wynik zwycięzcy | Strata      | Zwycięzca           |
| ------- | ----------- | ---- | ------------- | ----------------------- | --------------- | ----------- | ------------------- |
| 7.      | 25 stycznia | 1985 | Seefeld       | Sztafeta K-90/3 × 10 km | 1276.90 pkt     | -125.94 pkt | RFN                 |
| 19.     | 13 lutego   | 1987 | Oberstdorf    | Gundersen K-90/15 km    | 423.80 pkt      | -17.22 pkt  | Torbjørn Løkken     |
| 4.      | 14 lutego   | 1987 | Oberstdorf    | Sztafeta K-90/3 × 10 km | 1261.94 pkt     | -60.06 pkt  | RFN                 |
| 18.     | 18 lutego   | 1989 | Lahti         | Gundersen K-90/15 km    | 37:10.7 min     | +4:48.2 min | Trond Einar Elden   |
| 5.      | 24 lutego   | 1989 | Lahti         | Sztafeta K-90/3 × 10 km | 1:24:21.7 h     | +3.36.5 min | Norwegia            |
| 25.     | 7 lutego    | 1991 | Val di Fiemme | Gundersen K-90/15 km    | 41:00.6 min     | +4:46.3 min | Fred Børre Lundberg |
| 1.      | 8 lutego    | 1991 | Val di Fiemme | Sztafeta K-90/3 × 10 km | 1:21:22.5 h     | -           | -                   |

### Mistrzostwa świata juniorów
| Miejsce | Dzień     | Rok  | Miejscowość | Konkurencja              | Wynik zwycięzcy | Strata | Zwycięzca        |
| ------- | --------- | ---- | ----------- | ------------------------ | --------------- | ------ | ---------------- |
| 2.      | 11 lutego | 1986 | Lake Placid | Indywidualnie K-90/15 km | ?               | ?      | Andriej Dundukow |

### Puchar Świata

#### Miejsca w klasyfikacji generalnej
- sezon 1986/1987: 22.
- sezon 1987/1988: 25.
- sezon 1988/1989: 34.
- sezon 1989/1990: 9.
- sezon 1990/1991: 15.
- sezon 1991/1992: 25.
- sezon 1993/1994: 42.

#### Miejsca na podium chronologicznie
Csar nigdy nie stał na podium indywidualnych zawodów Pucharu Świata.

### Puchar Kontynentalny

#### Miejsca w klasyfikacji generalnej
- sezon 1992/1993: 11.
- sezon 1993/1994: 3.
- sezon 1994/1995: 9.

#### Miejsca na podium chronologicznie
| Nr | Data            | Miejscowość | Konkurencja         | Wynik zwycięzcy | Pozycja | Strata | Zwycięzca     |
| -- | --------------- | ----------- | ------------------- | --------------- | ------- | ------ | ------------- |
| 1. | 17 lutego 1994  | Szczyrk     | Gundersen K90/15 km | ?               | 1.      | -      | -             |
| 2. | 5 stycznia 1995 | Oberhof     | Gundersen K90/15 km | ?               | 2.      | ?      | Enrico Heisig |